# إيزيبيل أتكينسون
إيزيبيل كارولان "إيزي" أتكينسون (من مواليد 17 يوليو 2001) هي لاعبة كرة قدم أيرلندية محترفة تلعب لنادي وست هام يونايتد الإنجليزي لكرة القدم للسيدات والمنتخب الوطني لجمهورية أيرلندا.

## مهنة دولية
في أكتوبر 2017، عين مدرب منتخب جمهورية أيرلندا الوطني كولين بيل أتكينسون البالغة من العمر 16 عامًا في فريقه لمباراة تصفيات كأس العالم للسيدات في سلوفاكيا. وفازت بأول مباراة دولية لها كبديلة في الدقيقة 90 عن ليان كيرنان في مباراة ودية ضد البرتغال في بنتة دلغادة في 22 يناير 2018.
كان أول ظهور لها كبديلة مع أيرلندا في تصفيات كأس العالم للسيدات ضد النرويج في يونيو 2018. بدأت مباراتها الأولى في ضد بلجيكا، التي أقيمت في مرسية، في 20 يناير 2019. شاركت في تشكيلة فيرا باو لكأس العالم للسيدات 2023.

## الإحصائيات المهنية

### دولية
آخر تحديث 31 أكتوبر 2023.
| الفريق الوطني   | سنة     | الظهور | الأهداف |
| --------------- | ------- | ------ | ------- |
| جمهورية ايرلندا | 2018    | 2      | 0       |
| جمهورية ايرلندا | 2019    | 1      | 0       |
| جمهورية ايرلندا | 2022    | 1      | 0       |
| جمهورية ايرلندا | 2023    | 7      | 0       |
| المجموع         | المجموع | 11     | 0       |

## روابط خارجية
- إيزيبيل أتكينسون – سجل منافسات اليويفا
- إيزيبيل أتكينسون في موقع كرة القدم العالمية.نت
- إيزيبيل أتكينسون  على سكروي